# Jorgos Katsikas
Jorgos Katsikas (gr. Γιώργος Κατσικάς; ur. 14 czerwca 1990 roku w Salonikach, Grecja) – grecki piłkarz, grający na pozycji środkowego obrońcy.

## Kariera piłkarska

### Kariera klubowa
Rozpoczął karierę piłkarską w klubie juniorów Iraklis Saloniki. 1 lipca 2007 roku podpisał kontrakt z seniorskim zespołem tej drużyny, która występowała wówczas w Superleague Ellada. W sezonie 2007/2008 zajął z tym klubem 10. miejsce. Jednak piłkarz, jeszcze w trakcie trwania rozgrywek, 1 stycznia 2008 roku został wypożyczony do klubu Olympiakos Wolos, który wówczas grał w II lidze. W barwach tego klubu ukończył sezon na 14. pozycji. 30 czerwca 2009 roku powrócił z wypożyczenia do Iraklisu. W sezonie 2008/2009 uplasował się z drużyną na 10. miejscu. W następnym sezonie ponownie zajął z zespołem 10. lokatę. W 2010/2011 jego drużyna w sezonie zdobyła 35 punktów, jednak Iraklis Saloniki został przesunięty na ostatnie miejsce w tabeli w maju 2011 roku, ponieważ uznano go winnym fałszerstwa podczas przerwy zimowej. Klub został zdegradowany do III ligi w kolejnym sezonie.
Sezon 2011/2012 rozpoczął jeszcze w barwach Iraklisu, jednak 14 października 2012 roku na zasadzie wolnego transferu przeniósł się do lokalnego rywala – PAOK FC. Sezon 2011/2012, pierwszy w nowym klubie, zakończył na 3. pozycji, dzięki czemu jego klub zagrał w barażach o miejsce w eliminacjach do Ligi Mistrzów. Jednak jego zespół uplasował się na ostatniej pozycji w dodatkowych meczach i ostatecznie zakwalifikował się do III rundy kwalifikacyjnej Ligi Europy. W sezonie 2012/2013 jego drużyna zajęła 2. miejsce i ponownie mogła wziąć udział w barażach o eliminacje do Ligi Mistrzów. Tym razem PAOK wygrał te baraże i wystąpił w III rundzie kwalifikacyjnej Ligi Mistrzów. W kolejnym sezonie jego ekipa ponownie zajęła 2. pozycję i znów stoczyła walkę o miejsce do eliminacji w Lidze Mistrzów. Tym razem jego zespół zajął drugie miejsce w barażach, ustępując Panathinaikosowi AO. Na pocieszenie klub z Salonik wystąpił w Lidze Europy.
W 2015 przeszedł do FC Twente, a w 2017 najpierw do Esbjerga, a następnie do Dinama Bukareszt.
W 2019 został zawodnikiem białoruskiego Dynama Brześć. W 2021 przeszedł do Łokomotiwa Sofia.

### Kariera reprezentacyjna
Jorgos Katsikas wystąpił dotychczas w młodzieżowej reprezentacji Grecji U19 w czterech spotkaniach oraz w U21 w pięciu meczach.